# Ставерці
Ста́верці (болг. Ставерци) — село в Плевенській області Болгарії. Входить до складу общини Долішня Митрополія.

## Населення
За даними перепису населення 2011 року у селі проживали 1757 осіб.
Національний склад населення села:
| Національність   | Кількість осіб | Відсоток |
| ---------------- | -------------- | -------- |
| болгари          | 1023           | 86,5%    |
| цигани           | 124            | 10,5%    |
| турки            | 22             | 1,9%     |
| Всього відповіли | 1182           |          |

Розподіл населення за віком у 2011 році:
Динаміка населення: